# Nycterosea signataria
Nycterosea signataria là một loài bướm đêm trong họ Geometridae.